# Lylysaari (ö i Mellersta Finland)
Lylysaari är en ö i Finland. Den ligger i sjön Kolima och i kommunen Pihtipudas i den ekonomiska regionen  Saarijärvi-Viitasaari och landskapet Mellersta Finland, i den centrala delen av landet, 400 km norr om huvudstaden Helsingfors. Öns area är 73,7 hektar och dess största längd är 1,5 kilometer i nord-sydlig riktning.